# 野崎印刷紙業
野崎印刷紙業株式会社（のざきいんさつしぎょう）は、ラベル・タグなどの印刷物を製造する企業。

## 沿革
- 1907年 - 合名会社野崎商店を設立。
- 1940年 - 野崎紙業株式会社を設立。
- 1961年 - 大阪証券取引所2部、京都証券取引所に上場。
- 1962年 - 現社名に変更。
- 1975年 - 東京証券取引所2部に上場。

## 所在地
- 本社 - 京都府京都市北区
- 北海道工場 - 北海道岩見沢市
- 東北工場 - 宮城県柴田郡川崎町
- 新潟工場 - 新潟県新潟市南区
- 関東工場、東京タグセンター - 埼玉県鴻巣市
- 京都第一工場 - 京都府京都市南区
- 京都第二工場、CAD事業部 - 京都府京都市南区
- 園部工場 - 京都府南丹市
- 丹波工場 - 京都府船井郡京丹波町